# Ikuma
Ikuma is een geslacht van spinnen uit de  familie van de Palpimanidae.

## Soorten
- Ikuma spiculosa (Lawrence, 1927)
- Ikuma squamata Lawrence, 1938